# راسيل أندرسون (لاعب هوكي الجليد)
راسيل أندرسون (بالإنجليزية: Russ Anderson)‏ هو لاعب هوكي الجليد أمريكي، ولد في 12 فبراير 1955 في منيابولس في الولايات المتحدة.

## وصلات خارجية
- راسيل أندرسون على موقع دوري الهوكي الوطني (الإنجليزية)
- راسيل أندرسون على موقع قاعة مشاهير الهوكي (لاعب أن.إتش.أل) (الإنجليزية)
- راسيل أندرسون على موقع EliteProspects.com (الإنجليزية)
- راسيل أندرسون على موقع HockeyDB.com (الإنجليزية)
- راسيل أندرسون على موقع Hockey-Reference.com (الإنجليزية)